# Gaios Skordilis
Gaios Skordilis (griechisch Γάιος Σκορδίλης; * 6. Dezember 1987 in Korfu, Griechenland) ist ein griechischer Basketballspieler, der bei einer Körpergröße von 2,08 m auf der Position des Center spielt.

## Karriere
Skordilis begann seine Profikarriere 2006 beim griechischen Traditionsverein Aris Thessaloniki, wo er für fünf Jahre unter Vertrag stand. 2008 debütierte er im Rahmen eines ULEB-Cup-Spiels erstmals im Europapokal. 2011 wechselte er zu Ikaros Kallitheas. In der Saison 2012/2013 stand Skordilis beim griechischen Rekordmeister Panathinaikos Athen unter Vertrag. Mit Panathinaikos konnte er den Pokalwettbewerb und die griechische Meisterschaft gewinnen. Für Skordilis waren dies gleichbedeutend mit den ersten Titeln seiner Profikarriere. Über Panionios Athen wechselte er 2014 zu Apollon Patras mit denen Skordilis 2015 das Finale um den griechischen Vereinspokal erreichte.

## Nationalmannschaft
Mit der griechischen Nationalmannschaft nahm Skordilis an den Mittelmeerspielen 2009 im italienischen Pescara teil und konnte dort die Silbermedaille gewinnen. Mit der U-18-Auswahl nahm er an der Europameisterschaft 2005 teil.

## Erfolge
- Griechischer Meister: 2013
- Griechischer Pokalsieger: 2013
- Silbermedaille bei den Mittelmeerspielen: 2009

| Personendaten    | Personendaten                  |
| ---------------- | ------------------------------ |
| NAME             | Skordilis, Gaios               |
| KURZBESCHREIBUNG | griechischer Basketballspieler |
| GEBURTSDATUM     | 6. Dezember 1987               |
| GEBURTSORT       | Korfu (Stadt), Griechenland    |